# Rooikat
Der Rooikat ist ein achträdriger schwerer Spähpanzer aus südafrikanischer Produktion. Sein Name entspricht dem Afrikaans-Wort für den Karakal/Wüstenluchs (rote Katze).

## Geschichte
Aufgrund des ehemaligen UN-Waffenembargos im Jahre 1977 musste Südafrika die meisten Waffen selbst entwickeln und herstellen. Die Beschaffungsvorhaben des Heeres waren dabei meist Radpanzer. Die wichtigsten Kriterien, denen diese Fahrzeuge entsprechen mussten, waren Vielseitigkeit, eine große Reichweite, sowie eine Eignung für den internationalen Rüstungsmarkt.
Um Erfahrungen mit schweren Radpanzern zu erhalten, entstanden 1976 bei Reumech drei Versuchsfahrzeuge in 8x8-Achsausführung, die als Basis für verschiedene Waffensysteme dienen sollten. Die ersten Versuchsfahrzeuge erhielt das südafrikanische Heer dann Anfang der 1980er-Jahre. Die Fahrzeuge waren unterschiedlich schwer und hatten unterschiedliche Bewaffnungsoptionen. Die Entscheidung fiel zugunsten des vierachsigen Fahrzeuges mit einer 76-mm-Kanone, das zur bewaffneten Aufklärung dienen sollte. 1987 lieferte Reumech die ersten Prototypen aus und drei Jahre später im Jahre 1990 begann die Serienproduktion. Mit dem Rooikat verfügt die südafrikanische Armee über ein Fahrzeug, das ausbaufähig und modern ist, sowie eine hohe operative Beweglichkeit (Reichweite 1000 km) aufweist.

## Technik
Das Basismodell, das seit dem Jahr 1980 bei den südafrikanischen Streitkräften eingeführt ist, verfügt über eine 76-mm-Hochdruckkanone mit 48 Schuss, ein 7,62-mm-Koaxial-MG sowie ein Flugabwehr-MG mit total 3600 Schuss. Die Ersttrefferwahrscheinlichkeit wird durch Waffenstabilisierung und Zielmittel wie z. B. nachtkampffähige Zieloptiken erhöht. Der Schutz des Fahrzeuges ist wirksam gegen großkalibrige Infanteriemunition. Besonderer Wert wurde auf einen Minenschutz gelegt. Der 28 Tonnen schwere Radkampfwagen mit vier Mann Besatzung wird von einem 560 PS starken Zehnzylinder-Dieselmotor angetrieben. Die Kraftübertragung erfolgt auf sämtliche Achsen des Fahrzeuges; die beiden vorderen Achsen sind lenkbar. Es wurden 242 Stück gebaut und ausgeliefert.
Seit dem Jahr 2000 gibt es den Rooikat 105. Bei diesem Fahrzeug handelt es sich um eine Weiterentwicklung mit einer 105-mm-Kanone aus südafrikanischer Produktion, um eine Lücke in der Panzerabwehr zu schließen. Das Fahrzeug soll aber auch für den Export bestimmt sein.